# Зимние теплицы

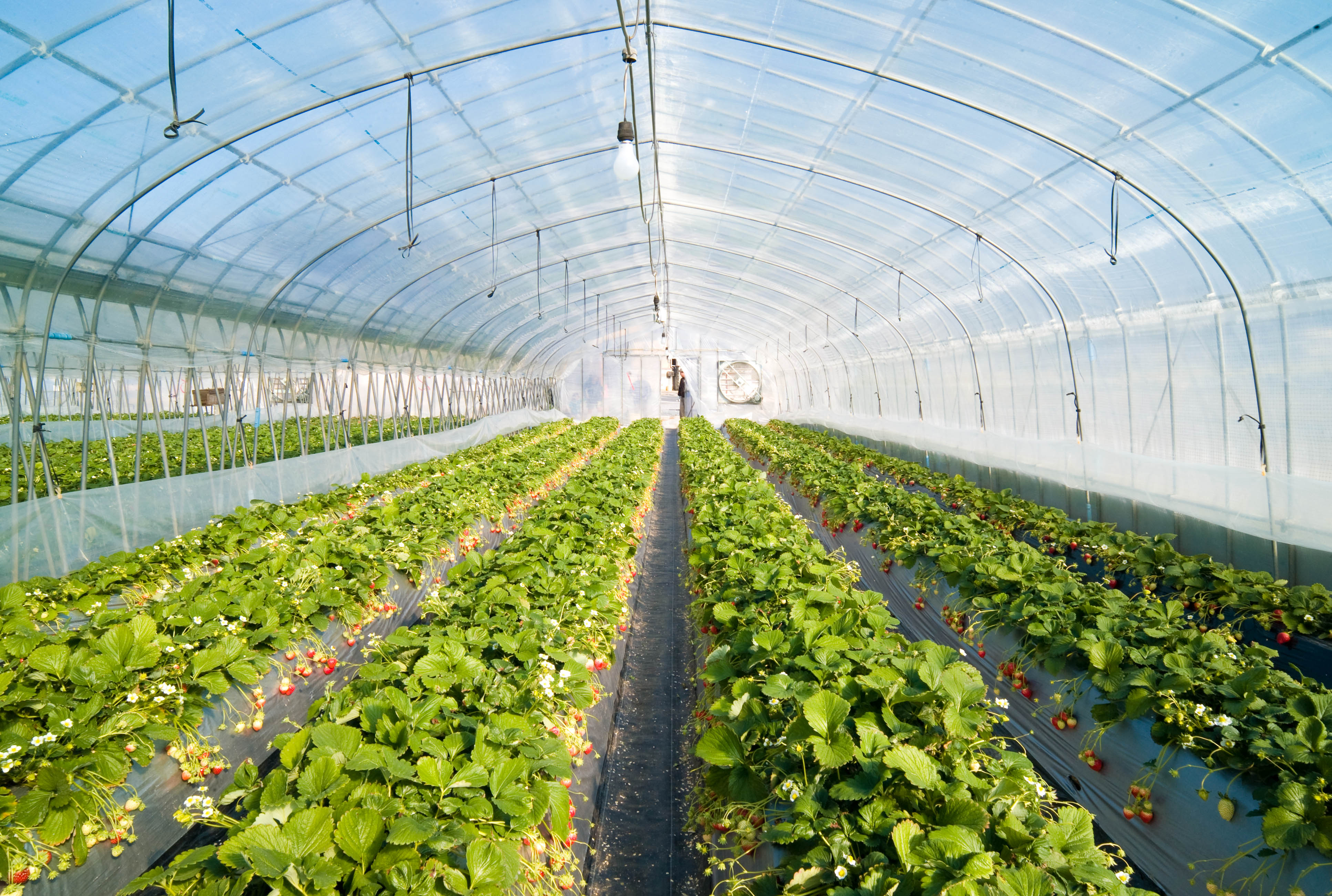

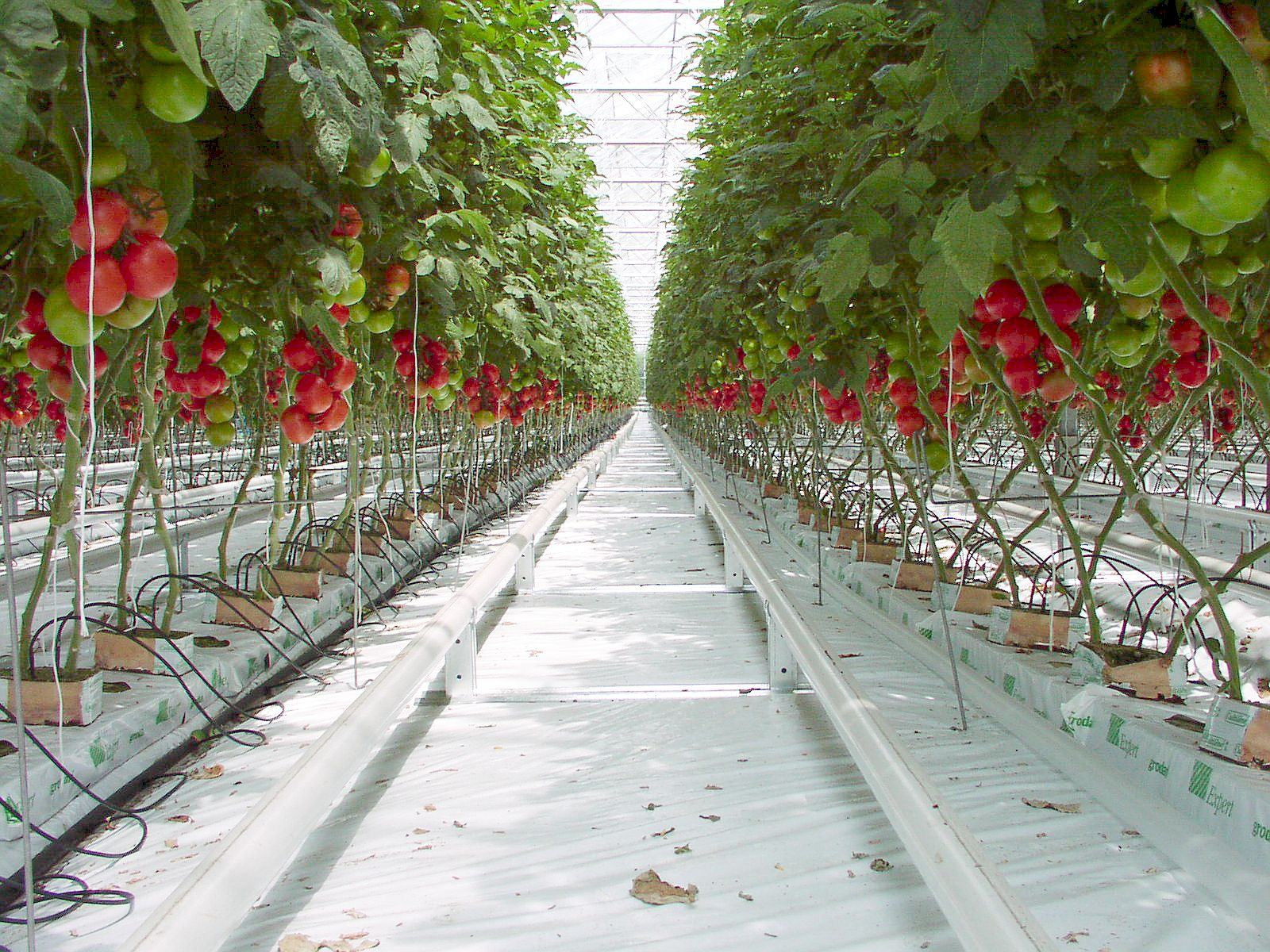

Зимний сад и теплица мало чем отличаются друг от друга. Как правило, зимний сад — более нарядная постройка, в которую можно войти прямо из дома, хотя в прошлом в Англии в богатых поместьях зимние сады устраивали поодаль от жилого дома. Теплицы обычно используют для выращивания рассады и получения продукции и не содержат в них декоративные растения, тем не менее иногда теплицы отводят целиком под коллекции альпийских растений или орхидей.

## Зимний сад
- При устройстве зимнего сада больше внимания уделяют созданию удобства для людей.
- Основное предназначение зимнего сада — служить местом для размещения декоративных растений с красивыми листьями, стеблями и (или) цветками.
- Зимний сад, как правило (но не всегда), пристраивают к дому.
- Зимний сад, как правило — нарядная, украшенная снаружи постройка.
- На полу укладывают декоративное покрытие.
- Переплёты рам более массивные, поскольку их обычно изготавливают из дерева или поливинилхлорида.
- Небольшой по размерам, хорошо спроектированный зимний сад стоит дорого.

## Теплица
- При устройстве теплицы учитывают прежде всего потребности растений.
- Основное предназначение теплицы — служить местом для размножения и выращивания растений, не обязательно декоративных.
- Теплицу как правило (но не всегда) строят как отдельно стоящее сооружение.
- Теплица как правило — утилитарная, не имеющая снаружи украшений постройка.
- Пол в теплице делают из утрамбованной почвы или заливают бетоном.
- Переплёты рам более изящные, обычно их изготавливают из алюминия.
- Небольшая, хорошо спроектированная теплица относительно недорогая.

## Конструкция и оборудование теплиц и зимних садов

### Размеры
Размеры теплиц варьируются от 2 м до 6 м в длину и от 2 м до 3 м в ширину. Сделать правильный выбор нелегко, тут нужно принимать во внимание целый ряд соображений. Крошечная теплица недорого обойдется при сооружении и будет относительно дешёвой в эксплуатации, но у неё есть два существенных недостатка. Прежде всего, в маленьком помещении гораздо труднее поддерживать постоянную температуру и влажность воздуха. Другая проблема заключается в том, что большинство садоводов спустя один — два сезона обнаруживают, что помещение тесновато и начинают жалеть, что выбрали такую маленькую теплицу. Если размеры участка это позволяют, тогда можно приобрести модульную теплицу, которую при желании можно нарастить.
Наибольшей популярностью пользуются теплицы размером 2,5×2 м. Это оптимальный размер для небольшого участка, если планируют устроить полки вдоль обеих сторон, выбирают размер 3×2,5 м. Размеры теплицы должны соответствовать размерам участка; кроме того, обогрев большой теплицы дорого стоит, а для постройки большей площади, чем 2,5×2 м, требуется бетонное основание.
Размеры зимнего сада определяются другими соображениями: пристройка должна сочетаться с размерами дома, а высота стен и высота до конька должны быть такими, чтобы в помещении было удобно. Минимальные рекомендуемые размеры для зимнего сада — 3×2,5 м.

### Каркас

#### Алюминиевый сплав
Алюминиевый сплав не требует ухода, в отличие от металлического или деревянного профиля, поэтому рамы пропускают больше света. Профиль не деформируется, менять стекло в таких рамах несложно. Правда, у «алюминиевых» теплиц есть некоторые недостатки. Такие теплицы теряют за ночь несколько больше тепла, чем «деревянные», и в них чаще образуется конденсат. Продают их в разобранном виде, так что рамы ещё нужно уметь собрать. Иногда на алюминии образуется белый налёт — это нормальное явление. Для более дорогих моделей используют анодированный или покрытый специальной краской металл.

#### Дерево
Дерево многим нравится больше, чем металл. Рамы из древесины твёрдых пород, чтобы они не теряли вида, раз в несколько лет нужно натирать льняным маслом. Фурнитуру используют латунную или из анодированной стали. В основном же теплицы строят из древесины сосны или ели. Такие строения недолговечны, раз в несколько лет древесину нужно красить или обрабатывать безвредным для растений антисептиком. Но даже при регулярной обработке теплицы из хвойных пород служат всего несколько лет.

#### Поливинилхлорид
Поливинилхлорид (ПВХ) — пластик, известный уже более ста лет. Однако, этот материал плохо подходит для теплиц ввиду своей низкой жёсткости и высокого теплового расширения. Поэтому витражи до двух метров высотой ещё разрешается делать с использованием профиля ПВХ, а вот для изготовления «жизнеспособной» конструкции зимнего сада уже требуется металлическая подконструкция, что ведёт к серьёзному утяжелению конструкции и нарушению её эстетики. Кроме того, этот материал считает исключительно экологически грязным.

#### Анодированная сталь
Анодированную сталь обычно используют при строительстве промышленных теплиц. Основные преимущества этого материала — жёсткость и прочность, благодаря чему стальные стойки способны выдерживать вес крыши большой теплицы. Для теплицы на приусадебном участке это не нужно, кроме того, при повреждении защитного слоя металл быстро ржавеет.

#### Стеклопластик
Материал обладает хорошей жёсткостью и плохой теплопроводностью, не ржавеет и не гниёт, переносит мороз и жару. Недостатком является его стоимость.

### Пол

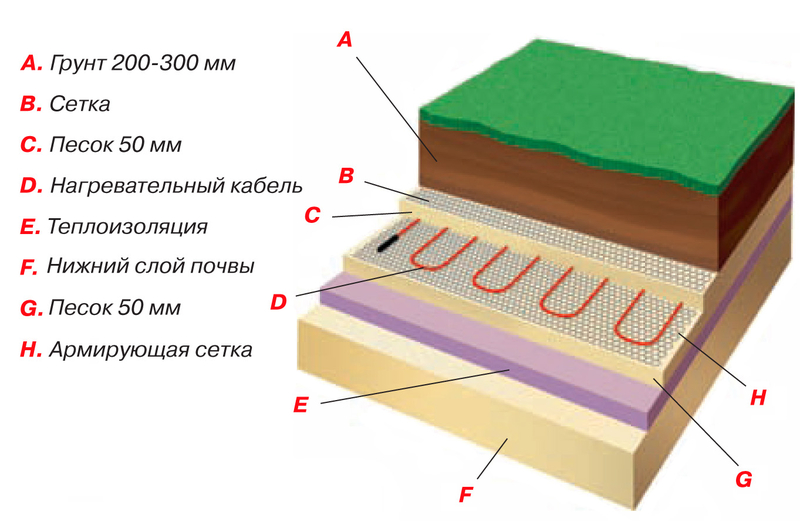
Схема устройства подпочвенного кабельного обогрева в теплице

Обычно по краям в теплице оставляют одну или две полосы для выращивания растений, а посередине делают дорожку из мелкого гравия, бетона, бетонных плиток или деревянных реек. Если необходимость центрального прохода никто не ставит под сомнение (не стоит только делать его из утрамбованной земли), то выращивать растения, например, помидоры, прямо в почве теплицы сейчас не рекомендуют из-за опасности поражения растений болезнями. Специалисты предлагают использовать для этого мешки или горшки с почвенной смесью. Если вы все-таки хотите высаживать растения в грунт, заранее нужно перекопать почву, внося при перекопке садовый компост и по 35 г комплексного удобрения на 1 м² площади. Необходимо соблюдать севооборот. Пол в зимнем саду должен быть декоративным. Наиболее приемлемые материалы для напольного покрытия — кафельная плитка или керамогранит с шероховатой поверхностью чтобы не поскользнуться на мокром или плитка из искусственного камня. Пол можно сделать с подпочвенным подогревом. Отопление теплиц может быть воздушное (боров с тёплым воздухом), водяное (трубы с горячей водой) или электрическое (термокабель).

### Водостоки
Водостоки позволяют отвести воду от основания теплицы. Воду из водостока нужно отводить в сточную канаву или собирать в бочки, чтобы в бочки не попадали листья и другой мусор, их покрывают крышкой. Нельзя поливать растения дождевой водой, если есть малейшие сомнения по поводу её чистоты или свежести.

### Проветривание
В теплице нужно обязательно предусмотреть систему вентиляции. Одной фрамуги на крыше, которая предусмотрена в стандартных теплицах, явно недостаточно, требуется по крайней мере одна фрамуга на крыше и одна в боковой стене теплицы. На крыше фрамуги должны быть обязательно, поскольку только через них можно при необходимости выпустить поднимающийся вверх слишком теплый воздух. Общая площадь поверхности фрамуг должна составлять 16-20 % от площади пола теплицы, при этом угол, на который открывается фрамуга на петлях, должен составлять не менее 55°. Боковые фрамуги могут открываться на меньший угол, в этом случае фрамуга-жалюзи более эффективна, чем обычная фрамуга на петлях. Створки фрамуги-жалюзи должны плотно закрываться. Можно оборудовать теплицу дополнительными фрамугами, установив некоторые из них в нижней части стены, чтобы обеспечить циркуляцию воздуха.

### Система автоматической вентиляции
Можно установить систему автоматической вентиляции. Это механическое приспособление, состоящее из трубки с термоэлементом. По мере повышения или понижения температуры воздуха движущийся внутри трубки поршень открывает или закрывает фрамугу. Иногда теплицы оборудуют вентилятором, который подвешивают под коньком в противоположном от двери конце строения. Вентилятор должен быть низкоскоростным, чтобы не создавать сквозняков, а только перемешивать воздух в теплице и не допускать образования в ней воздушных карманов. Вентилятор имеет смысл устанавливать только в больших теплицах, потому что он шумит, что может создавать дискомфорт для окружающих и потребляет дополнительную электроэнергию.

### Стекло и его заменители
В прошлом при строительстве теплиц и зимних садов использовали почти исключительно стекло. Эта практика сохранилась и до настоящего времени, что может показаться удивительным, потому что по сравнению со стеклом у пластика есть два важных преимущества: он не бьется, что особенно ценно, если теплица расположена неподалёку от детской площадки или возле дороги, и он значительно легче стекла, то есть для него не нужны прочные рамы. Однако вплоть до недавнего времени у пластика было больше недостатков, чем достоинств. Он обладал большой теплопроводностью, пропускал мало света (причем его светопропускная способность со временем ухудшалась, и он быстро растрескивался под воздействием солнца). Современные виды пластика лишены этих недостатков: они не боятся ультрафиолета и могут служить до 10-15 лет, у них хорошие теплоизоляционные свойства, а некоторые новейшие сорта по прозрачности практически не уступают стеклу. В современных постройках для некоторых целей, например, при строительстве крыши зимних садов, все чаще применяют именно пластик. Вне всяких сомнений, в будущем роль пластика будет только возрастать.
Способы остекления за последние годы тоже изменились. В современной теплице с рамами из алюминиевого профиля есть зажимные скобы, позволяющие без труда заменить стекло. При использовании деревянных рам ещё используют традиционный метод и ставят стекло на замазку, закрепляя его гвоздиками. Замазка из мела и олифы уже в значительной мере отошла в прошлое — сейчас больше распространены эластичные мастики.

#### Стекло
Стекло используют чаще других материалов прежде всего из за его прозрачности: стекло хорошего качества пропускает до 90 % солнечного света. Кроме того, стекло неплохо удерживает тепло: даже в морозную погоду в необогреваемой остеклённой теплице температура будет примерно на 4 °C выше, чем снаружи. Стекло не разрушается под длительным воздействием ультрафиолетовых лучей и его можно легко покрасить, чтобы притенить растения в теплице. Но у стекла есть и недостатки: оно тяжелое и хрупкое. Для остекления теплиц используют стекло хорошего качества толщиной не менее 3 мм, без воздушных пузырьков, которые могут повести себя как мельчайшие линзы, фокусирующие свет, и вызвать ожог листьев. При остеклении зимних садов более важны хорошие теплоизоляционные свойства и безопасность. Наименьшие потери тепла обеспечивают рамы с двойным остеклением. Из соображений безопасности надежнее поставить закалённое или защищённое специальными плёнками стекло.

#### Поликарбонат
Благодаря своей легкости и прочности поликарбонат стал самым распространённым материалом для крыш зимних садов. Чаще всего используют сотовый поликарбонат, который обладает более низкой по сравнению со стеклом теплопроводностью и рассеивает свет, при этом пропуская до 80 % света. Гибкость этого материала позволяет изготавливать теплицы туннельного или арочного типа. Листы поликарбоната хорошо обрабатываются обыкновенными инструментами для металла и дерева, также немного весят, что облегчает работу с ними. Для боковых стен теплицы используют листы толщиной 4 мм, для крыш — толщиной 10 мм.

#### Акрил
Листы толщиной 2 мм и 2,5 мм по светопроводности практически не уступают стеклу. Это не такой прочный материал, как поликарбонат, а служит примерно столько же (минимум 12-15 лет). Его легко согнуть, благодаря чему акрил применяют при изготовлении объемных сводчатых элементов зимних садов. Акрил режут ножовкой и сверлят в нём отверстия ручной (не электрической!) дрелью, предварительно наметив линии отреза и места для просверливания отверстий на защитной полиэтиленовой плёнке. Неровные края обрабатывают наждачной бумагой, после чего защитную плёнку снимают.

#### Полиэтиленовая плёнка
Используют в виде покрытия туннельных парников и для утепления застеклённых теплиц. Это самый популярный материал для покрытия парников. Современные типы плёнки доступны по цене, устойчивы к солнечному свету и служат три-четыре сезона. К сожалению, плёнка плохо держит тепло и рвется при сильном ветре. Самый лучший из гибких защитных материалов — фторопластовая плёнка, которая пропускает свет почти так же хорошо, как стекло, и достаточно хорошо держит тепло.

### Теплоизоляция
Обычно для утепления теплицы стёкла затягивают изнутри прозрачным полиэтиленом — это сокращает потери тепла на 20-30 %. Полиэтилен прикрепляют к переплётам рам кнопками, металлическими скобами или клейкой лентой таким образом, чтобы между плёнкой и стеклом оставался зазор шириной около 2 см. Такой способ не всем нравится, потому что при этом примерно на одну шестую сокращается освещенность и может образовываться конденсат. Если затенять теплицу нежелательно, то плёнку можно натянуть только с северной стороны. Очень эффективный теплоизолирующий материал, при применении которого не образуется конденсат — вспененный полиэтилен или полиэтиленовая плёнка с пузырьками воздуха. Для утепления зимнего сада лучше всего ставить двойные рамы.